# Ковалевский, Павел Самуилович
Павел Самуилович Ковалевский (1915-1945) — капитан Рабоче-крестьянской Красной Армии, участник Великой Отечественной войны, Герой Советского Союза (1945).

## Биография
Павел Ковалевский родился 15 (28) мая 1915 года в селе Бровничи (ныне — Климовский район Брянской области). Получил среднее образование. В 1937 году Ковалевский был призван на службу в Рабоче-крестьянскую Красную Армию. В 1940 году он окончил училище войск НКВД СССР, в 1942 году — ускоренный курс Тбилисского артиллерийского училища. С мая того же года — на фронтах Великой Отечественной войны. К январю 1945 года капитан Павел Ковалевский командовал дивизионом 823-го артиллерийского полка, 301-й стрелковой дивизии, 9-го стрелкового корпуса, 5-й ударной армии, 1-го Белорусского фронта. Отличился во время Висло-Одерской операции.
15 января 1945 года дивизион Ковалевского переправился через реку Пилица в районе населённого пункта Пальчев в 9 километрах к юго-востоку от города Варка. На захваченном плацдарме на западном берегу дивизион успешно отразил 7 вражеских контратак. Когда вышел из строя расчёт одного из орудий, Ковалевский сам встал к орудию, подбив несколько танков противника. В том бою он получил тяжёлые ранения, от которых скончался 19 января 1945 года. Похоронен в городе Гарволин.

## Награды
Указом Президиума Верховного Совета СССР от 27 февраля 1945 года за «образцовое выполнение боевых заданий командования на фронте борьбы с немецкими захватчиками и проявленные при этом мужество и героизм» капитан Павел Ковалевский посмертно был удостоен высокого звания Героя Советского Союза. Также был награждён орденами Ленина, Кутузова 3-й степени, Отечественной войны 1-й степени и Красной Звезды.